# Dirección General de Estadística (Bélgica)

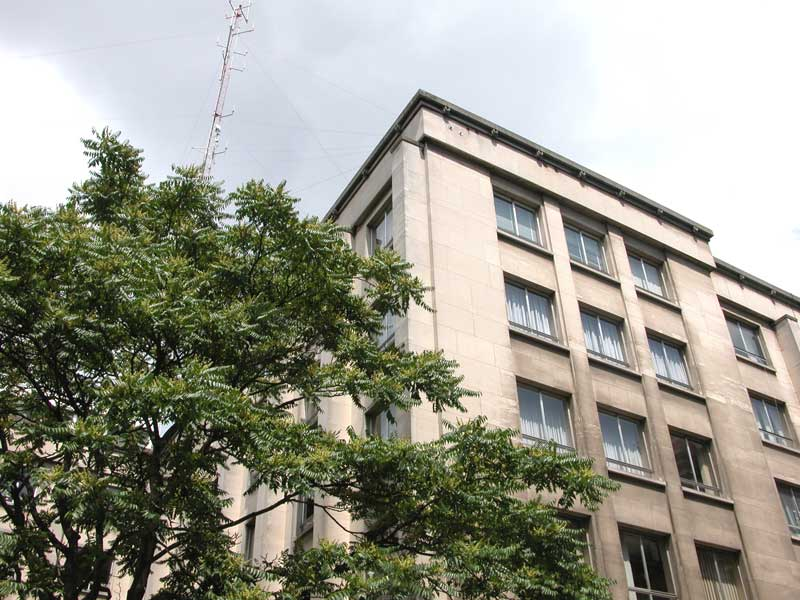
El Instituto Nacional de Estadística de Bélgica.

La Dirección General de Estadística e Información Económica (en francés: Direction générale Statistique et Information économique; en neerlandés: Algemene Directie Statistiek - Statistics Belgium; acrónimo Statbel) es el organismo oficial de estadística del gobierno belga. Su sede se encuentra en el número 44 de la calle Louvain, en Bruselas.